# Wilhelm Appuhn
August Wilhelm Appuhn (* 4. Oktober 1804 in Gröningen; † 6. Juni 1882 in Wernigerode) war ein deutscher lutherischer Theologe.

## Leben
Appuhn wurde als Sohn des Organisten und Lehrers Johann Christoph David Appuhn und dessen Ehefrau Marie geb. Jaeger in Gröningen geboren und besuchte die Schule in Magdeburg. 1819 wechselte er an das Domgymnasium in Halberstadt, das er 1824 mit dem Abitur verließ. Danach ging er an die Universität Halle-Wittenberg, um evangelische Theologie zu studieren. Zu seinen Lehrern dort zählte u. a. August Tholuck. 
1827 wurde Appuhn Privatlehrer bei Karl Graf von der Schulenburg in Altenhausen bei Haldensleben. In dieser Zeit legte er am 12. Februar 1828 sein erstes theologisches Examen ab, dem am 21. Juli 1829 das 2. Examen folgte.
Im Jahre 1830 wurde Appuhn Adjunkt des schwerkranken Pfarrers von Altenhausen Heinrich Moewes und übernahm nach dessen Tod 1834 diese Pfarrstelle, zu der auch Ivenrode gehörte. 1852 wurde er zum Konsistorialrat und Domprediger am Magdeburger Dom berufen. Im Konsistorium der Kirchenprovinz Sachsen wurde ihm die Zuständigkeit für Personal, die Kirchenvisitationen und die Durchführung von Konfirmationen übertragen. 1871 wurde ihm seine Emeritierung bewilligt. Appuhn verlebte seine letzten Jahre in Naumburg (Saale) und Wernigerode, wo er 1882 starb.
Appuhn heiratete 1835 in Altenhausen Christiane Philippine geb. Herzog. Aus dieser Ehe ging ein Sohn hervor, der Amtsrat in Klein-Gröningen wurde.

## Werk
Wilhelm Appuhn publizierte eine Reihe von Predigten und mehrere theologische Abhandlungen, wobei er sich kritisch mit der Union der lutherischen und reformierten Kirchen im Königreich Preußen beschäftigte. Dies brachte er auch mehrfach bei den Zusammenkünften der konfessionell-lutherisch eingestellten Pfarrer der Kirchenprovinz Sachsen bei den Gnadauer Konferenzen zum Ausdruck.
Zu seinen bedeutendsten Publikationen zählen:
- Gedichte von Heinrich Möwes, nebst einem Abrisse seines Lebens, 1836
- Die heilige Passion, gefeiert in Liedern, Betrachtungen und Gebeten, 1841
- Mose, der Knecht, 1845
- Festpredigten, 1857
- Casual-Reden, 2 Bde., 1872
- Das heilige Vater Unser, 1873
- Entwürfe zu Predigten an den Festen und in den Festzeiten, 1876
- Das Lebensbild des Grafen Karl Ludwig von der Schulenburg-Altenhausen, 1882.